# Раннее христианство
Раннее христианство — христианство в период от своего возникновения (примерно в начале 30-х годов I века) до первого Вселенского собора в Никее (325 год).
Существует мнение, что называть раннее христианство «отдельной религиозной традицией» некорректно, поскольку до середины II века движение последователей Иисуса считалось одним из направлений иудаизма.

## История

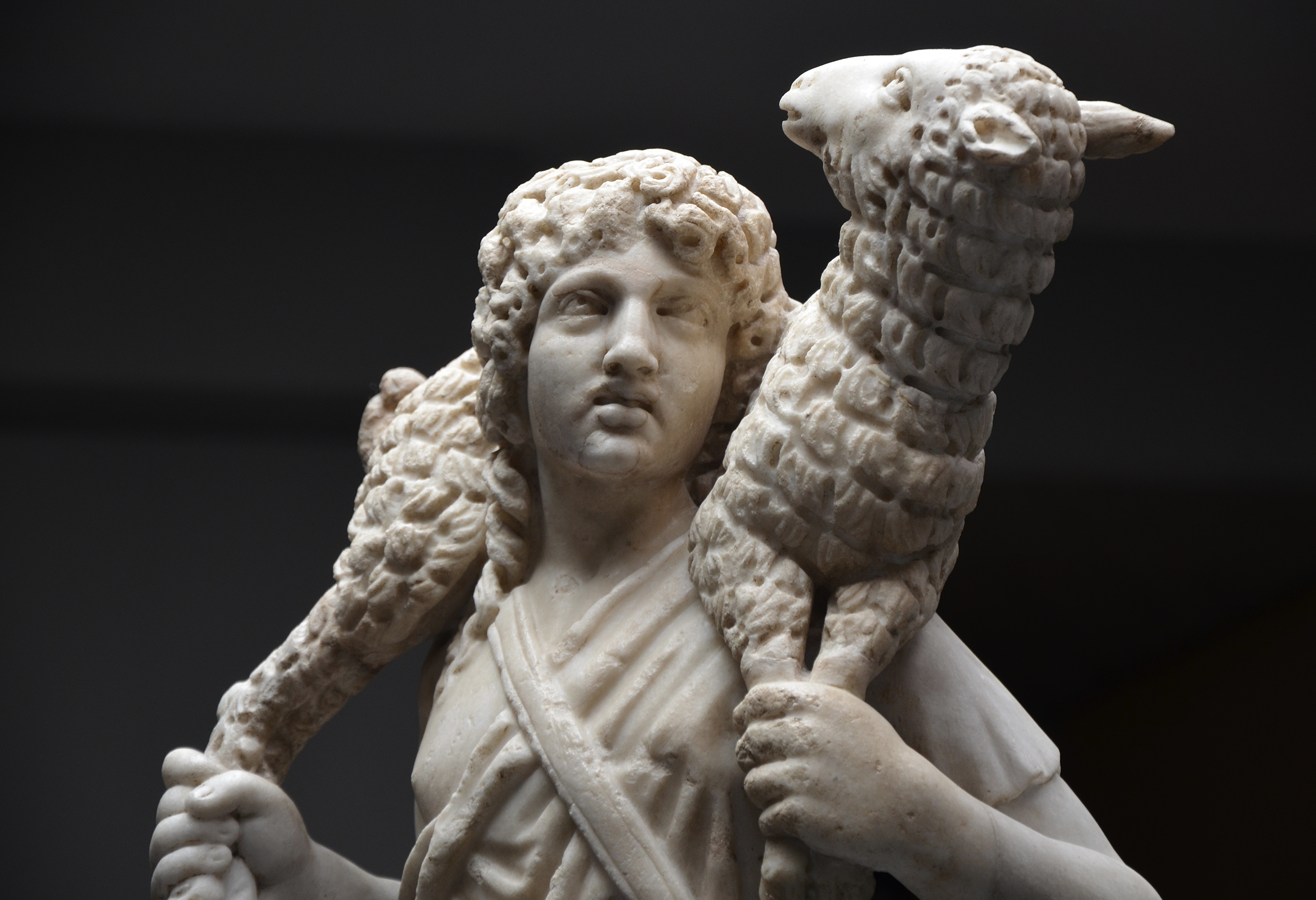
Мраморная статуя Доброго Пастыря, несущего ягненка, около 300—350 годов, из римских катакомб Домитиллы

В иудаизме кроме официального религиозного служения в Храме важную роль также играли пророки, претендовавшие на то, что они передают Божественное откровение от Бога, как и Моисей, который непосредственно общался с Богом у неопалимой купины и на вершине Синая. В иудаизме периода Второго храма авторитет библейских пророков был очень высоким, и зарождение христианства многие исследователи связывают с направлением в иудаизме, для которого важное значение имели мессианские библейские пророчества и сверхъестественные проявления харизмы религиозных проповедников (пророков) . Еврейский мессианизм предсказывал приход «помазанного» лидера из Дома Давида, чтобы восстановить Божье правление в Израиле (Царствие Божие) вместо иноземных правителей того времени. Геза Вермеш указывает на ряд таких фигур последних веков ветхозаветной эпохи и в период появления Христа (100 год до н. э. — 100 год н. э.) Иоанн Креститель был одним из таких пророков и Иисус рассматривался в качестве его последователя. Учёные считают вероятной связь Иоанна с кумранской общиной, которая рассматривается в качестве одной из предшественниц первых христианских общин.
В том, что касается самого Иисуса, то его историчность является предметом многочисленных дискуссий. Большинство историков сходится во мнении, что по крайней мере два эпизода его жизни, крещение его Иоанном Крестителем и распятие Понтием Пилатом, являются историческими. Относительно других эпизодов среди исследователей нет консенсуса и они рассматриваются в той или иной степени легендарными. Неполнота источников не позволяет полноценно установить подробности жизни Иисуса, однако даёт возможность реконструкции существования раннехристианских общин. При этом следует учитывать, что информация эта в основном написана самими христианами.
После крещения Иисус проповедовал, по разным источникам, от года до трёх лет в основном в Галилее в мелких городках и рыбацких посёлках в окрестностях Тибериады. После появления в Иерусалиме он был осуждён там сначала религиозным судом синедриона, а затем приговорён к распятию римским прокуратором Понтием Пилатом.
Римские историки практически не описывают события периода зарождения христианства, поскольку на данном этапе эти события не влияли на жизнь империи. Христиане начинают упоминаться в исторических документах конца I — начала II веков. В I веке христианство развивалось в русле библейских пророчеств о пришествии Мессии. Первоначально Иисус и апостолы проповедовали в Иудее и соседних с ней областях, адресуя свою проповедь иудеям, но позднее последователи Иисуса обратили свою весть ко всем народам. После Воскресения Христа около 33 года по традиционной христианской хронологии, формируется единая община верующих — церковь. Павел и другие апостолы вели проповедь Евангелия в среде греко-римского населения Сирии (в её столице, Антиохии, появился термин «христианин»), Малой Азии, Греции и Риме. Около 50-го состоялся Иерусалимский собор, освободивший христиан-неевреев от соблюдения норм иудейской религии. Раннее христианство было тесно связано с иудейской диаспорой, но позднее, особенно после разрушения Второго храма (70), отошло от иудаизма.
В Римской империи не позднее конца I века на последователей христианского учения был наложен законодательный запрет, в условиях которого христианство продолжило, однако, распространяться в I — начале IV веках на территории. За отказ от участия в римских официальных религиозных культах христиан обвиняли в «безбожии» и оскорблении римского государства. Их собрания были закрытыми, что порождало слухи о крайней аморальности этого учения. Этот период отмечен гонениями на христиан, крупнейшие из которых были в правление императоров Валериана (253—260), Диоклетиана и Галерия (293—311). Однако массовые казни христиан за убеждения вызывали сочувствие, а мужественное поведение мучеников — уважение к новому учению. Дни памяти жертв этих гонений положили начало христианской традиции почитания святых.
В этот период формируется христианское богослужение, три степени христианского священства (диакон, пресвитер, епископ) и церковная организация в разных регионах распространения христианства. Создаётся христианская литература, в которой раннехристианскими апологетами опровергаются обвинения, выдвигаемые против христианства; в полемике против гностицизма и других течений, рассматриваемых господствующим христианством как ереси, развивается догматика.
Христианство получило распространение по всей территории Римской империи и в буферных государствах на римско-иранском пограничье. В одном из этих государств, Осроене, в 202 году христианству был дан статус официальной религии. К 301 году традиционно относят принятие христианства в Армении.
За 300 лет христианство превратилось в доминирующую религию в Римской империи и стало важнейшим фактором формирования средневековой европейской цивилизации.

## Различные учения

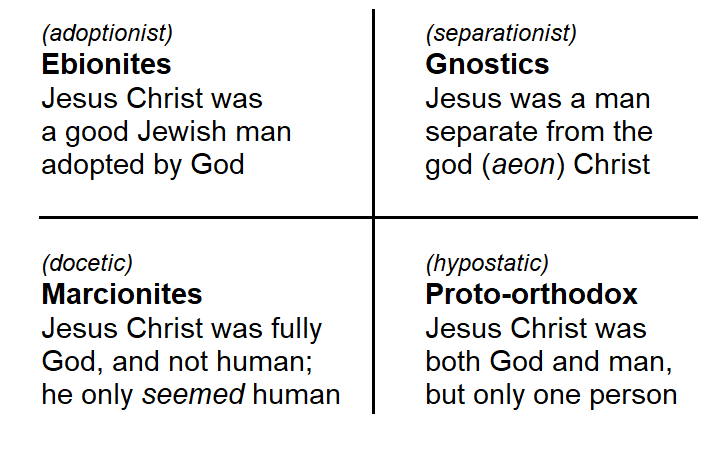
Схема четырёх ранних христианских групп, предложенная Бартом Эрманом

С развитием доктрины сущность ортодоксии и её соотношение с различными мнениями стало предметом постоянной богословской дискуссии. Поскольку большинство христиан сегодня согласны с учением Никейского символа веры, современные христианские богословы склонны считать, что споры в ранней церкви отражали конфликт единой ортодоксальной позиции (см. также протоортодоксия и палеоортодоксия) с еретическим меньшинством. Другие учёные, указывая на различия между иудеохристианами, паулианами и другими группами, такими как гностики и маркиониты, утверждают, что раннее христианство было фрагментарно, с одновременно существовавшими конкурирующими ортодоксиями. С этой точки зрения христианство критиковал Цельс, а позднее применительно к альтернативным учениям об этом писал Ириней. В XVII веке идею о том, что множественность мнений указывает на ошибочность всех их, использовал Боссюэ, полемизируя с протестантами. Отвергая критику Цельса, апологет III века Ориген пишет, что везде, «где только появляется в жизни что-нибудь общеполезное и деятельное, там всегда образуются различные партии». В качестве примера он приводит врачебное искусство, в котором могут существовать разные подходы. Поскольку предмет философии охватывает обширную область знания, она распадается на целый ряд отдельных школ (др.-греч. αἵρεσις), пользующихся разной популярностью. Аналогичную ситуацию, указывает Ориген, можно наблюдать в иудаизме. В подтверждение своих взглядов Ориген ссылается на апостола Павла: «Ибо надлежит быть и разномыслиям между вами, дабы открылись между вами искусные» (1Кор. 11:19). При этом Ориген отвергает крайние по своим взглядам секты, такие как отрицающие Иисуса секты офитов и каинитов. Аналогичное по смыслу высказывание можно найти в более ранних «Строматах» Климента Александрийского. В середине II века три неортодоксальные группы христиан придерживались учений, которые разделили христианские общины в Риме: последователи Маркиона, Монтана и гностического учения Валентина. Ранние попытки борьбы с этими течениями демонстрируют трактаты Тертуллиана «Об отводе возражений еретиков» и Иринея «Против ересей» (около 180 года). Письма Игнатия Богоносца и Поликарпа Смирнского к различным церквям предостерегали от лжеучителей. Принимавшееся многими христианами во II веке как часть Священного Писания Послание Варнавы предупреждало об опасности смешения иудаизма с христианством. В конце II века Тертуллиан выдвинул теорию «христианского закона» (лат. lex christiana), обладание которым отличало кафолических христиан от еретиков. Только кафолики могли называться христианами и толковать Священное Писание, и только кафолическая церковь находилась в общении с церковью апостолов.
Единообразие вероучительных формулировок и ритуалов было с самого начала проблемой христианства. Три столетия между смертью Христа и Первым Никейским собором в 325 году эта религия была преимущественно незаконным, подпольным движением, распространяемым в городских центрах Римской империи, распространяемым купцами и путешественниками. Процесс становления ортодоксального христианства начался одновременно с появлением различных толкований учения Христа вскоре после его распятия. Многократно в своих посланиях Павел защищал своё право именоваться апостолом, призывая христиан остерегаться лжеучителей или чего-либо противоречащего тому, что было передано им через него. Послания Иоанна и Иуды также предупреждают о ложных учителях и пророках (например, 1Ин. 4:1), равно как и Откровение Иоанна Богослова и апостол Пётр (2Петр. 2:1—3). В связи с этим в первые века христианства поместные церкви сделали объявление своей веры, находящейся в согласии с христианским учением, обязательным условием крещения. Это требование гарантировало, что новообращённые не принадлежали к учениям, которые противоречат общепризнанным взглядам христианства, таким как гностицизм и другие движения, которые позже стали считаться еретическими. Эти формулировки веры стали основой для вселенский вероучений, таких как Апостольский и Никейский символы веры. Указ Феодосия II 435 года предусматривал суровое наказание для тех, кто имел или распространял сочинения Нестория. Те, кто хранил труды Ария, приговаривались к смертной казни.
Возникновение современного критического взгляда на классическую теорию соотношения ортодоксии и ереси связывают с работами немецкого библеиста XVIII века Германа Реймаруса. Дальнейшее развитие критический подход получил в трудах учёных тюбингенской школы, основоположником которой был Фердинанд Баур. Согласно Бауру, в самые первые годы существования христианства существовал конфликт между христианами еврейского и нееврейского происхождения, руководимыми, соответственно, апостолами Петром и Павлом. Применительно к проблематике развития христианского учения, роли ортодоксии и отношения между ранней христианской церковью и современными ей еретическими учениями важное значение имела работа Вальтера Бауэра «Ортодоксия и ересь в раннем христианстве» (Rechtgläubigkeit und Ketzerei im ältesten Christentum, 1934). Бауэр выдвинул теорию, согласно которой в первые века христианства ортодоксия не находилась в главенствующем положении по отношению к ереси, но в каких-то регионах то, что позднее было названо ересью, воспринималось как выражение истинного христианства. По его мнению, развитие от неверия (Unglaube) к ложной вере (Irrglaube) неизбежно проходит через ортодоксию (Rechtglaube).
Теория Бауэра развивалась такими учёными, как Рудольф Бультман, Арнольд Эрхард, Хельмут Кестер, подвергнувших пересмотру в соответствии с концепцией Бауэра историю раннего христианства. В 1980—2010-х годах Элейн Пейджелс и Барт Эрман популяризовали идею анахроничности догматической ортодоксии для современных христиан. Указывая на различия между иудеохристианами, теми христианами, которые частично сохраняли верность языческим традициям, гностиками и прочими группами, они рассматривали христианство как фрагментированное учение с конкурирующими ортодоксиями. На примере сопоставления «победившей» версии ортодоксии с её основными конкурентами во II веке, эбионитами и маркионитами, Б. Эрман показывает относительность современной христианской догмы. Хотя отдельные положения теории Бауэра были позднее опровергнуты, его интуитивные выводы были широко восприняты и в целом подтверждены. Первый детальный ответ Бауэру был высказан в книге The Pattern of Christian Truth: A Study in the Relations between Orthodoxy and Heresy in the Early Church (1954) англиканского богослова Г. Тёрнера. Признавая восходящий к ранним апологетам взгляд на статичность ортодоксальной нормы слишком упрощённым, Тёрнер полагает представления современных исследователей о неоднородности ранней ортодоксии преувеличенными. Вместо этого он предложил комбинированный поход с выделением некоторых фундаментальных представлений, общих для всех христиан. В дальнейшем существование преемственности в раннехристианской ортодоксии отстаивали многочисленные исследователи. Из работ последнего времени следует отметить книги американских богословов Дэррелла Бока (2006) и Андреаса Кёстенбергера (2010). Редакторы авторитетной «Кембриджской истории христианства» (2008) Маргарет Митчел и Френсес Янг отметили, что, хотя основной тезис Бауэра был опровергнут, благодаря ему внимание исследователей было обращено на региональные вариации раннего христианства.

## Формирование христианского учения
Деятельность Иисуса, его учение и его отношения с учениками находятся в контексте истории еврейских религиозных движений конца периода Второго храма. В большей части своего учения и религиозной практики Иисус был ближе к фарисеям, чем к какому-то другому течению своего времени, но в то же время разделял крайние эсхатологические чаяния, которые были распространены в некоторых кругах. Однако на более поздней стадии развития, отражённой в Новом Завете, между иудеями и христианами начал возникать разрыв. В книгах Нового Завета в разной степени выражены антииудейские тенденции и идея ответственности иудеев за муки и смерть Христа. В воскресшем Господе, в муках Мессии-Спасителя христианство видит осуществление пророчеств Второисайи о «страждущем рабе Божьем». Развитие представлений о Мессии из рода царя Давида и небесном Сыне человеческом в сочетании с собственно христианскими идеями привели к формированию божественного образа Мессии, Спасителя и Искупителя.
Часто подлинным основателем христианства считают апостола Павла ввиду его исключительной роли в отделении христианства от иудаизма. Его идея обращения с проповедью к язычникам стала основой становления христианства как мировой религии. Павел не только засвидетельствовал представления ранней Церкви, но и истолковал их, чем заложил основы христианского богословия. Павлу принадлежит важнейшая роль в формировании христианской догматики: относя к Иисусу Христу те библейские стихи, в которых говорится о Боге, он способствовал признанию Иисуса Богом; акцентировал спасение верующих через смерть Христа и его воскресение. Согласно исследованиям, идеи о вере в Иисуса как сына Божиего, который восстал из мёртвых и своей смертью искупил грехи верующих, не принадлежали исключительно Павлу: их содержат также Евангелия, Послания Иоанна, Послание к Евреям. Предположительно, они появились на той же идейной и социальной почве, что и взгляды Павла, что может подтверждать содержание свитков Мёртвого моря. В Посланиях Павла, Послании к Евреям и известной теологии Иоанна Крестителя заметно влияние тех же мотивов, что и в рукописях Мёртвого моря.
В первые три века существования христианства, когда ещё не было единой церкви и каждая крупная община могла трактовать по-своему священные тексты, многие христианские общины мало чем отличались от иудейских. Переломным моментом стало основополагающее решение освободить новообращённых христиан от исполнения заповедей иудаизма и от обрезания на Иерусалимском соборе в 50 году н. э. Конкуренция в обращении язычников и обвинение евреев в богоубийстве постепенно разъединяли иудаизм с христианством и вызывали взаимную ненависть, которую для христиан обосновывал «теологический антисемитизм», активно развиваемый христианскими богословами. Одним из жанров раннехристианской литературы были апологетические сочинения Adversus Judaeos («Против иудеев»). Они формировали в христианской среде негативный образ иудеев и их религии.
Насущной потребностью ранних христиан, которые сами имели преимущественно еврейское происхождение, было отличать «истинное учение» от «ложного» в своих интерпретациях Нового Завета. С консолидацией ранней церкви «ложное учение» стало приравниваться к «еврейской практике». Такие авторы II века, как Иустин Философ и Егесипп, сообщают об антииудаизме ранней церкви.
Христианские богословы II века, включая Маркиона, обращались к учению Павла и других апостолов, с целью объявить «иудействующими» христиан, слишком акцентировавших внимание на плоти, другими словами, принимавших обрезание или чрезчур много внимания уделявших смертной составляющей Христа. Поскольку церковь всё больше превращалась в движение язычников, независимое от иудаизма, апелляция к еврейству стала средством, с помощью которого христиане осуждали ложную, с их точки зрения, практику. Иудаизм в их восприятии стал «антихристианством».
В «Диалоге с Трифоном» середины II века Иустин-мученик изложил основные аргументы в христианской полемике против иудеев. В этом произведении он заявляет, что отрицание еврейского закона было предсказано ещё в ветхозаветные времена (Ис. 51:4, 5), что христиане — это «истинный духовный Израиль и род Иуды, Иакова, Исаака и Авраама», и обвиняет евреев в том, что они «распяли Его, единого непорочного и праведного человека». По мнению французского историка М. Симона, именно отсюда берёт начало «христианский антисемитизм», когда ответственность за смерть Христа возлагалась на весь еврейский народ.
Первые христиане-неевреи испытали некоторое влияние иудейской религии, их привлекли иудейские учение и этика, они находились под влиянием синагог еврейской диаспоры, однако не были готовы взять на себя полное «бремя Закона», в особенности обрезание. В ранний период иудейское влияние и пример, предположительно, были сильными и убедительными и представляли, по мнению христианских пастырей, серьёзную опасность. Это вылилось в нападки на «иудействующих» в посланиях, сохранившихся в составе Нового Завета и поношение иудаизма в проповедях, например, такого отца церкви, как Иоанн Златоуст. С распространением христианства среди язычников в нём усилились нееврейские влияния, и после императора Константина и принятия христианства в качестве официальной религии в Римской империи в IV веке традиционные эллинистические гражданские, общественные и культурные антиеврейские представления соединились с собственно христианскими богословскими мотивами.
Развитие и распространение под влиянием апостола Павла христианства в среде язычников привело к ещё большему взаимному отчуждению обеих сторон. В христианстве религиозно-этническая концепция Израиля была универсализирована: Церковь заняла место еврейского народа, были отменены мицвот (иудейские заповеди), место которых заняла вера в личность Иисуса-Мессии, что закрепило разрыв христианства и иудаизма.
Хотя Церковь использовала различные источники, сохранение ею иудейского Священного Писания, называемого в христианстве Ветхим Заветом, как неотъемлемой части Библии, что остро обсуждалось во II веке н. э. — имело решающее значение для формирования христианского учения, которое заимствовало из иудаизма в том числе этические аспекты.
Церковь рассматривала христианство не как новую религию, но как воплощение обетований Библии (Ветхого Завета), которые выражены в завете (союзе) Бога с патриархами и пророчествах, таким образом, признавая, что в основе её лежит иудаизм. Иисус считается не просто избранным Богом спасителем, но обещанным сыном Давидовым, помазанником Божиим (машиах бен Давид). По этой причине Церковь претендует на то, чтобы быть «истинным Израилем» Бога. С точки зрения христианства, именно мессианская универсализация спасительной миссии выражает избрание Богом Авраама, в семени которого благословляются все народы. Эта миссия вначале, в течение подготовительного периода, была вручена лишь одному народу (Израилю по плоти) — до прихода Мессии — Иисуса. Согласно учению Церкви, Закон отражал Божью волю в подготовительный период, но потерял свою действенность после того, как «был исполнен во Христе», на место Закона пришло царство благодати.
Развивая идею Церкви, отцы Церкви впоследствии в значительной мере прибегали к раввинскому истолкованию Песни песней в качестве аллегории, которая отражает отношения между Богом и Израилем. Многие специфически христианские положения входят в противоречие с иудаизмом, однако они или ряд составляющих их элементов в значительной мере являются результатом преобразования исходных еврейских идей, включая идею избранности, Святого Духа (руах ха-кодеш), Мессии и искупления, которое всей общине приносит смерть мучеников. Ранее христианство стремилось подкреплять свои представления отрывками из Ветхого Завета. В течение некоторого времени полемика между иудаизмом и христианством сводилась только к истолкованию Библии. Сформировался аналог христианского мидраша — аллегорические и тропологические, иносказательные толкования библейского текста, который искал намёки на христианские положения и доктрины практически во всей Библии.
Христианское учение заменило содержание древнееврейских понятий «сын человеческий» и «помазанник», «спаситель» на новозаветные с определениями евангельского толка. Таким образом, Ветхий Завет предоставлял большое число «доказательств» истинности Нового Завета, которыми считаются многочисленные примеры употребления понятий «сын человеческий» и «спаситель» в Пятикнижии, Пророках и Писаниях, что позволяло утверждать «изначальность» евангельских образов, а отказ «окаянных» принять христианство трактовать как «смертный грех», наказанием за который и стало «отверженье жидовьстѣ». Различия в ожиданиях пришествия Спасителя у иудеев и христиан привело к противопоставлению иудейского Машиаха христианскому Мессии. Апокалиптический образ «лжепророка», который гибнет вместе со «зверем багряным», с течением времени трансформировался в образ Антихриста. Эти оппозиции определили противопоставление «бывшего» «избранного Богом» народа «истинно верующим». Выводом стал обвинительный акт против иудеев.
Христианская литургия и формы христианского богопочитания несут на себе следы иудейского происхождения и влияния. Сам принцип церковного ритуала как собрания верующих для молитвы, чтения Писания и ведения проповеди является заимствованием из синагогального богослужения. Чтение отрывков из Ветхого и Нового Заветов является христианским вариантом иудейского чтения Торы и книги Пророков в синагоге. Важная роль в христианской литургии отведена Псалмам. Ряд ранних христианских молитв (ср. «Апостольские постановления» 7:35-38; «Дидахе», главы 9-12) являются заимствованием или переработкой иудейских оригиналов. Иудейское происхождение имеют многие молитвенные формулы (такие как аминь, аллилуйя и осанна), молитвы «Отче наш», ср. Каддиш) и многие обряды, например, крещения. Важнейшее христианские таинство — евхаристия (причастие) — имеет в своей основе предание о последней трапезе Иисуса с учениками (Тайной вечере), которую Новый Завет в некоторых своих местах отождествляет с пасхальной трапезой. Причастие включает ряд традиционных иудейских элементов, таких как преломление хлеба и чаша вина. Впоследствии ранние христианские толкователи стали понимать Тайную вечерю в качестве жертвоприношения в праздник Песах, где Иисус как агнец Божий являлся истинной жертвой. Христианство после своего отделения от иудаизма и распространения в римской среде многое переняло из языческих элементов и образа мышления — произошла эллинизация Евангелия, однако многое из того, что ранее рассматривалось как чисто эллинистическое, в действительности оказалось заимствованным из некоторых форм иудаизма того времени. Кумранские рукописи, а также апокрифические и псевдоэпиграфические источники, свидетельствуют, что в данный период действовало значительно большее число разнообразных еврейских религиозных течений, чем считалось ранее, а элементы раннего христианского учения, явно выходящие за пределы норм фарисейского иудаизма, могли восходить к различным формам сектантского иудаизма, а не только непосредственно к эллинизму. Для христианства его сходство с иудаизмом служило в качестве доказательства воплощения в христианской религии всего истинного в Ветхом Завете, тогда как иудеи сохранили «пустую скорлупу», выродившуюся и испорченную форму ранее истинной религии.
С распространением христианства среди язычников в нём усилились нееврейские влияния, и после императора Константина и принятия христианства в качестве официальной религии в Римской империи в IV веке традиционные эллинистические гражданские, общественные и культурные антиеврейские представления соединились с собственно христианскими богословскими мотивами.
В процессе распространения христианства Церковь целенаправленно приспосабливала языческие практики, наполняя их новым и, с её точки зрения, истинным содержанием. Первый этап адаптации приходится уже на первые века истории христианства, когда церковь заимствовала ряд античных языческих культурных элементов. В дальнейшем при христианизации различных стран и народов данная практика изменялась и при необходимости периодически возобновлялась. Элементы, заимствованные в ранний период, стали частью общехристианской традиции (даты и семантика некоторых праздников, ряд обычаев, ритуалов и культов). Заимствования, осуществлявшиеся в процессе дальнейшей христианизации, пополнили местные христианские традиции.
Христианские храмы часто возводились на месте языческих святилищ. В начале христианской истории языческие храмы обычно предварительно разрушались. С V века начинается процесс превращения их в христианские церкви. В ряде случаев прослеживается прямая связь между христианским и языческим посвящением храма.
Праздник Богоявления (τα επιφανια, Эпифания), вероятно, заменил языческий праздник с тем же названием, который был посвящён рождению и прибавлению света. На христианском Востоке этот праздник может называться τα φωτα 'светы'. Оба основных христианских праздника, Рождество Христово и Пасха, связаны с солярно-лунарной символикой: Рождество связано с рождением солнца (день зимнего солнцестояния), Пасха соотносится как с солнечным, так и с лунным циклом (весенним равноденствием и полнолунием). Календарному соотнесению рождения Христа с рождением солнца отчасти могло способствовать Его Воскресение в первый день недели, в день, который у язычников был посвящён солнцу, что нашло отражение в названии воскресного дня в ряде языков (ср. лат. dies solis, греч. ημέρηλίου, англ. Sunday, нем. Sonntag), а также в день, в который был сотворен мир и свет был отделён от тьмы. Иустин Философ (ок. 100—165) писал императору Антонину Пию (Первая апология, § 67): «В день солнца мы собираемся вместе, потому что это есть первый день, в который Бог, изменивший мрак и вещество, сотворил мир, и Иисус Христос, спаситель наш, в тот же день воскрес из мёртвых». Зимнее солнцестояние (VIII день до январских календ) было соотнесено с Рождеством Христовым, в то время как летнее солнцестояние (VIII день до июльских календ) — с Рождеством Иоанна Предтечи (24 июня (7 июля)), что, согласно Августину, соответствует буквальному смыслу слов Иоанна Крестителя: «Оному подобает расти, мне же малитися» (уменьшаться) (Ин. 3:30).
Праздник Усекновения главы Иоанна Предтечи 29 августа (11 сентября), вероятно, был установлен Александрийской церковью в противовес празднованию александрийского Нового года; праздники Рождества Богородицы 8 (21) сентября и Зачатия Богородицы 12 января — в Азии в противовес Олимпийским играм; праздник Преображения Господня 6 (19) августа — в Армении в противовес языческому Празднику роз; день архангела Михаила 8 (21) ноября — александрийского происхождения и заменил собой древнейший праздник Крещения Господня, установленный египетской церковью в противовес крокиям и торжествам в честь Усири; праздник Успения Богородицы связан с языческим праздником Деметры в Афинах; и др.
Языческое влияние заметно в обычае носить нательный крест, заменивший языческие наузы, культовой роли яиц, почитании сакральных изображений и др.